# Minaya
Minaya – gmina w Hiszpanii, w prowincji Albacete, w Kastylii-La Mancha, o powierzchni 69,83 km². W 2011 roku gmina liczyła 1683 mieszkańców.